# Ragnar Arnalds
Ragnar Arnalds (* 8. Juli 1938; † 15. September 2022) war ein isländischer Politiker (Volksallianz, Links-Grüne Bewegung) und Autor.

## Leben
Er studierte Literatur und Philosophie in Schweden von 1959 bis 1961 und anschließend Rechtswissenschaft an der Universität Islands. In den 1960ern war er Journalist für die Zeitung Frjáls Þjóð (Freie Nation).
Ragnar übernahm 1968 den Vorsitz der Partei Volksallianz und blieb in dieser Position bis 1977. Von 1978 bis 1979 war er Minister für Bildung und Verkehr sowie von 1980 bis 1983 Finanzminister. Er war Mitglied der Links-Grünen Bewegung (Vinstrihreyfingin – grænt framboð).
Ragnar war Vorsitzender von Heimssýn, einer überparteilichen Organisation von Europaskeptikern.